# Victor Van Hamme
Victor Franciscus Van Hamme (Gent, 4 juli 1897 - aldaar, 14 december 1971) was een Belgisch gewichtheffer.

## Levensloop
Van Hamme nam tweemaal deel aan de Olympische Zomerspelen, met name in 1924 te Parijs en in 1928 te Amsterdam. In 1924 werd hij zestiende in de gewichtsklasse van de middengewichten (≤75kg) en in 1928 twaalfde bij de lichtgewichten (≤67,5kg).
Omstreeks 1940 was hij actief als coach in het worstelen bij SC Gent.